# عرش الأسقف

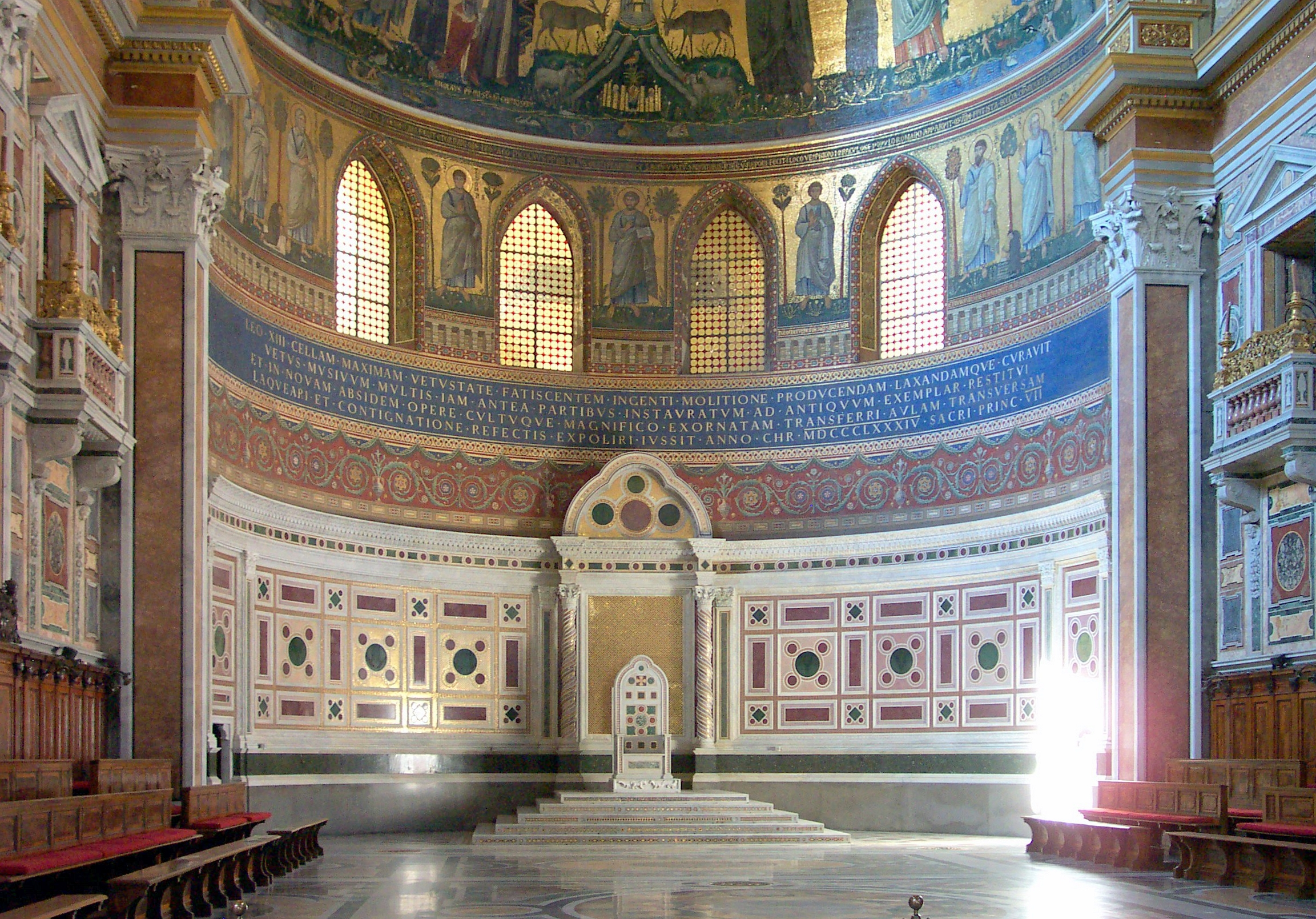
عرش البابا في حنية القديس يوحنا اللاتراني، كاتدرائية روما

عرش الأسقف هو كرسي مرتفع، أوعرش للأسقف في الكنيسة المسيحية المبكرة. مع مرور الوقت أصبح مرادفًا لمصطلح «كرسي»، أو الكنيسة الرئيسية للأسقفية.
كلمة Cathedra مشتقة من الكلمة اليونانية καθέδρα، والتي تعني «مقعد»، بدون دلالة دينية معينة، وكلمة kathédra اللاتينية على وجه التحديد تعني «كرسي بذراعين».
وهو رمز لسلطة تعليم الأسقف في الكنيسة الكاثوليكية والكنيسة الأرثوذكسية والكنائس الأنجليكانية[بحاجة لمصدر].

## روابط خارجية
- «كرسي بطرس» الموسوعة الكاثوليكية